# Glado Weyermann

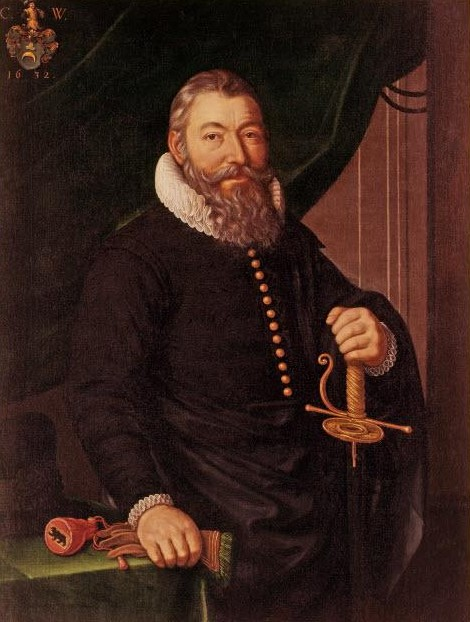
Glado Weyermann (1632)

Glado Weyermann († 1636) war ein Schweizer Politiker. Er war unter anderem Schultheiss der Stadt Bern.
Glado Weyermann wurde als Sohn des Anton Weyermann und der Elisabeth Löubli geboren. 1590 heiratete er Christina Frisching, Tochter des Hans Frisching. Für das Jahr 1592 ist er als Stubenmeister der Gesellschaft zu Mittellöwen belegt. 1593 gelangte er in den bernischen Grossen Rat, von 1593 bis 1597 war er Geleitsherr und in den Jahren 1597 bis 1603 Landvogt von Nyon. Ab 1608 war er Mitglied des Kleinen Rates, 1612 bis 1621 Zeugherr und 1614 Oberst der bernischen Artillerie. Nachdem er ein Jahr als Statthalter des Schultheissen geamtet hatte, wurde er 1632 zum bernischen Schultheissen gewählt. Er vertrat Bern mehrfach an den Tagsatzungen und wurde mit Gesandtschaften ins Ausland betraut, so 1615 zu Herzog Johann Friedrich von Württemberg, 1616 nach Neuenburg zur Erneuerung des Burgrechts und 1618 nach Zürich zum Abschluss des Soldbündnisses mit Venedig.